# Field of Glory
Field of Glory es una serie de juegos de estrategia por turnos publicados por la empresa británica Slitherine Software para ordenador. La serie está basada en un juego de guerra en miniatura publicado en 2008.

## Juego de mesa
Field of Glory es un juego de guerra en miniatura de 2008 que consiste en batallas usando miniatura de ejércitos de la Edad Antigua y la Edad Media. Fue diseñado por Richard Bodley Scott y publicado por Slitherine Software y Osprey Publishing. El lanzamiento del juego y dos libros complementarios (Rise of Rome y Storm of Arrows) se anunciaron el 20 de diciembre de 2007 para su lanzamiento en  febrero de 2008. Se publicó una tercera edición el 17 de octubre de 2017.
El sitio de Wargamer le dio al juego una crítica positiva: "En una escala de 1 a 10, le daría a Field of Glory un skosh superior a 9, pero sólo para jugadores intermedios o avanzados. Dado que la mayoría de los jugadores que ya compiten en torneos antiguos están en este nivel de todos modos, esto no debería ser un problema, pero los principiantes probablemente se perderán en la complejidad si no se les enseña".
En 2017, Wargamer revisó la tercera edición y le dio una crítica positiva: "Para los jugadores actuales de Field of Glory, esto es muy recomendable, pero para todos los demás es opcional".

## Videojuegos

### Field of Glory
Field of Glory es el primer juego de la serie, una versión digital del juego de mesa. Fue lanzado el 19 de noviembre de 2009 para Windows y desarrollado por el estudio británico Hexwar. Se lanzó una adaptación de OS X el 30 de junio de 2010. Fue portado por Freeverse Inc. Se lanzaron cuatro paquetes de expansión en 2010: Rise of Rome, Storm of Arrows, Immortal Fire y Swords & Scimitars. En 2011 se lanzaron tres paquetes de expansiones: Legions Triumphant, Eternal Empire y Decline and Fall. En 2016 se lanzaron dos paquetes de expansiones: Oath of Fealty y Wolves from the Sea. Además de lanzar esas dos últimas expansiones, el juego se rehízo usando el motor Unity.
Armchair General le dio al juego una calificación del 88% y dijo: "En general, Field of Glory continúa la tradición de Slitherene de juegos rápidos y afinados. FoG es fácil de jugar y aprender, pero más difícil de dominar". Digitally Downloaded le dio al juego cuatro de cinco estrellas y lo calificó como un "juego tremendamente entretenido". Roberto Bertoni de Eurogamer Italia le dio al juego seis sobre diez y dijo: "Field of Glory no es más que un juego de mesa electrónico. Todo es bastante insípido pero también muy funcional. Algunas fallas en la IA hacen que el juego sea más divertido en el modo multijugador, que en un solo jugador."

### Field of Glory II
| 2009 | Field of Glory              |
| 2010 |                             |
| 2011 |                             |
| 2012 |                             |
| 2013 |                             |
| 2014 |                             |
| 2015 |                             |
| 2016 |                             |
| 2017 | Field of Glory II           |
| 2018 |                             |
| 2019 | Field of Glory Empires      |
| 2020 |                             |
| 2021 | Field of Glory II: Medieval |
| 2022 |                             |
| 2023 |                             |
| 2024 | Field of Glory II: Kingdoms |

Field of Glory II se lanzó el 12 de octubre de 2017 y fue desarrollado por Byzantine Games. Utiliza el mismo motor de juego que los juegos anteriores de Byzantine: Sengoku Jidai y Pike and Shot. Se lanzaron varios paquetes de contenido descargable: Immortal Fire en 2017, Legions Triumphant, Age of Belisarius y Rise of Persia en 2018, Wolves at the Gate en 2019 y Swifter than Eagles en 2023.
Field of Glory II recibió críticas generalmente favorables tras su lanzamiento. Tiene un promedio de 84/100 en el sitio web agregado Metacritic . 
Tim Stone de Rock Paper Shotgun escribió sobre la versión beta : "Al igual que sus predecesores, FoGII reproduce una batalla apasionante tras otra. Incluso las tres escaramuzas del tutorial son muy entretenidas. La beta me deja cuestionando el pensamiento de campaña de Byzantine, pero confiado en que el PC está a punto de obtener algo de lo que ha carecido durante mucho tiempo: un antiguo juego de guerra con atractivo popular y peso histórico".

### Field of Glory: Empires
Field of Glory Empires fue desarrollado por AGEod y lanzado el 11 de julio de 2019. Está ambientada desde el 310 a. C. hasta finales del siglo II d. C. en la Antigua Roma.Un paquete DLC, Persia 550 – 330 BCE, se lanzó el 21 de mayo de 2020.

#### Recepción
Field of Glory:Empires recibió críticas generalmente favorables tras su lanzamiento. Tiene un promedio de 76/100 en el sitio web agregado Metacritic. El juego fue comparado a menudo con Imperator: Rome, un juego de gran estrategia de 2019 creado por Paradox Interactive sobre el Imperio Romano.
Strategy Gamer dijo que "Empires carece de la profundidad de Imperator y está unos años por detrás de lo que Total War está haciendo estos días, pero es un juego inteligente y ofrece una experiencia militar más profunda para aquellos que prefieren esos aspectos. Definitivamente es un juego a considerar y un excelente nuevo contendiente en el espacio de la gran estrategia".
Bill Gray de Wargamer le dio al juego una crítica positiva y lo calificó como "uno de los mejores grandes juegos de estrategia de la Edad Antigua del mercado".
Jörg Luibl de 4Players dijo que "Esto es aburrido, a veces simplemente aburrido y frustrante. Incluso si te familiarizas con la mecánica gracias a los vídeos de YouTube (!), hay demasiadas deficiencias".
Tim Stone de Rock Paper Shotgun resumió: "Me sorprendería que Field of Glory: Empires no pasara a ser una de las mejores ofertas de gran estrategia de 2019. Al menos, parece seguro que será recordado como un complemento esencial. para el mejor juego de guerra táctico de los Antiguos".

### Field of Glory II: Medieval
| Videojuego                  | GameRankings | Metacritic |
| --------------------------- | ------------ | ---------- |
| Field of Glory II           | Sin datos    | 84         |
| Field of Glory: Empires     | Sin datos    | 76         |
| Field of Glory II: Medieval | Sin datos    | 75         |

Field of Glory II: Medieval, una secuela de Field of Glory II, se lanzó el 4 de febrero de 2021 y fue desarrollado por Byzantine Games. Está ambientada en la época medieval y abarca los años 1040 al 1270 d. C. Se lanzaron varios paquetes de DLC: Reconquista y Swords and Scimitars en 2021, Storm of Arrows, Rise of the Swiss y Sublime Porte en 2022.
Field of Glory II: Medieval obtuvo críticas generalmente favorables tras su lanzamiento. Tiene un promedio de 75/100 en el sitio web agregado Metacritic. 
Jonathan Bolding de PC Gamer dijo que el juego no "parece medieval", y explicó: "El énfasis del conjunto de reglas en las maniobras de flanqueo por encima de la ventaja numérica tiene mucho sentido en el período de los antiguos, pero parece una tontería cuando tres unidades de infantería de élite pueden No harás huir a un escuadrón de reclutas enemigos en un solo asalto simultáneo".
Bill Gray de Wargamer le dio al juego una crítica positiva y dijo que es "fácil de aprender, fácil de jugar, se juega de manera realista" y "se ve espectacular". 

### Field of Glory: Kingdoms
Field of Glory: Kingdoms se lanzó el 4 de junio de 2024 y fue desarrollado por AGEod. Se anunció el 10 de mayo de 2022 y es similar a Field of Glory: Empires, pero ambientado en la Edad Media.